# Пристанище Видин
Пристанище Видин е пристанищен комплекс на река Дунав, във Видин, България. Управлява се от едноименната компания „Пристанище Видин“ ЕООД.
Територията и акваторията представляват публична държавна собственост и са обособени в участъка от км 785 до км 791.300 на река Дунав.
Пристанището е регистрирано през 1994 година като търговско дружество под името „Пристанище Видин“ ЕООД, със 100 % държавно участие. Дейността си осъществява съгласно устройствен правилник.

## Пристанища

### Център
Това е най-старото пристанище от комплекса. Намира се в централната градска част от км 789.900 до км 791.300 върху площ от 17 дка. Разполага с кейова стена с дължина 1440 метра наклонен тип. Пред кея са монтирани 4 понтона за приемане и бункировка на български и чуждестранни кораби за входни и изходни контроли.
Съществуващата сграда на речната гара е разположена с добра функционалност в комуникационните връзки между 3-те пътнически транспортни обекта в града: главната железопътна гара, автогарата и речната гара, създавайки къси пътища за пристигащи и заминаващи пътници, без необходимостта от допълнителен автотранспорт.

### Юг
Създадено е да обслужва химкомбината „Видахим“ в града. Разположено е в южната промишлена зона в участъка на км 785 до км 785.200 на реката върху площ от 48 дка. Пристанищната кейова стена е от наклонен тип с дължина 200 метра.
Предназначено е за прием и съхранение на насипни и генерални товари, които не изискват специални условия за обработка. Основните товари са въглища.
Корабните товаро-разтоварни работи се извършват от наличните електропортални кранове, оборудвани с необходимите товаро-захватни устройства. Работи се както по индиректен (през склад), така и по директен вариант.

### Север
Разположено е в северната промишлена зона. Създадено е за обслужване на Свободната зона и фериботния комплекс Видин – Калафат, закрит с откриването на железопътно-шосейния мост Нова Европа през 2014 г.